# Józef Bożydar Podhorodeński
Józef Bożydar Podhorodeński herbu Korczak (ur. ok. 1748, zm. 3 stycznia 1830) – generał inspektor piechoty w 1789 roku. Pułkownik i komendant 3 Pułku Przedniej Straży Buławy Polnej Koronnej w latach 1775–1789, członek Sztabu Generalnego Wojska Koronnego w 1792 roku.
Jego ojcem był kasztelanem czernihowski Józef Ludwik Władysław Podhorodeński, a bratem bp Jan Kanty Podhorodeński. 7 maja 1790 otrzymał Order Orła Białego
Poseł na sejm 1766 roku z województwa czernihowskiego. Poseł na sejm 1778 roku z województwa czernihowskiego. W 1794 zwolniony ze stanowiska generała inspektora.